# Allenay
Allenay är en kommun i departementet Somme i regionen Hauts-de-France i norra Frankrike. Kommunen ligger i kantonen Ault som tillhör arrondissementet Abbeville. År 2022 hade Allenay 252 invånare.

## Befolkningsutveckling
Antalet invånare i kommunen Allenay
| Referens: INSEE |